# Anastasija Samoilova
Anastasija Samoilova, nata Kravčenoka (Daugavpils, 19 gennaio 1997), è una giocatrice di beach volley lettone.

## Biografia
Ha partecipato agli europei Under-18 del 2013 in coppia con Tīna Graudiņa; nel 2015 ha cambiato partner, gareggiando agli Europei Under-20 con Tereze Hrapane. Nel 2016 torna in coppia con Tina Graudiņa, partecipando sia agli Europei Under-20 che a quelli Under-22, vincendo quest'ultima competizione.
Nel 2017 gareggiò nel World tour di beach volley, mentre nel 2019 vinse i Campionati europei di beach volley, sempre in coppia con Tīna Graudiņa.
Ha rappresentato la Lettonia ai Giochi della XXXII Olimpiade di Tokyo 2020: Kravčenoka e Tīna Graudiņa sono state la prima coppia femminile lettone a qualificarsi alle Olimpiadi. Al torneo, dopo essere arrivate seconde alle spalle delle americane Claes – Sponcil, le lettoni hanno eliminato agli ottavi le russe Makroguzova – Kholomina e ai quarti del canadesi Bansley - Wilkerson, entrando in zona medaglia. Successivamente, però, persero sia la semifinale contro la coppia australiana Artacho del Solar – Clancy sia la finale per il bronzo contro le svizzere Heidrich - Vergé-Dépré, restando fuori dal podio.
Subito dopo le Olimpiadi partecipò agli europei di Vienna, sempre in coppia con Graudiņa: la coppia finì nuovamente quarta, mancando la conquista del podio.
Nel 2022, sempre in coppia con Graudiņa, conquistò a Monaco di Baviera il suo secondo europeo.
Nel settembre dello stesso anno sposa il collega Mihails Samoilovs, figlio di Genadijs e fratello di Aleksandrs, acquisendo il cognome Samoilova.

## Palmarès
Campionati europei
- 2 ori: a Mosca 2019 e a Monaco di Baviera 2022